# علم النفس الفردي
علم النفس الفردي (بالإنجليزية: Individual psychology) هو الطريقة النفسية أو العلم الذي أسسه عالم النفس النمساوي ألفريد أدلر. إن النسخة الإنجليزية من أعمال أدلر على هذا الموضوع (1925) هي مجموعة من الأوراق والمحاضرات التي ألقيت بين عامي 1912 و1914، وتغطي السلسلة الكاملة لعلم النفس البشري في استطلاع واحد كان القصد منه أن يعكس الاتحاد غير المجزأ في الشخصية. ابتعد أدلر كثيرًا عن مدرسة التحليل النفسي لسيغموند فرويد عند تطويره لمفهوم «علم النفس الفردي». وخلال تطويره هذا سمى أدلر عمله بـ«التحليل النفسي الحر» لفترة من الوقت، لكنه رفض لاحقًا لقب «المحلل النفسي». إن طريقته التي تشتمل على نهج شامل في دراسة الشخصية كانت فعالة للغاية في الاستراتيجيات النفسية والاستشارية المتبعة في أواخر القرن العشرين.
إن مصطلح «علم النفس الفردي» لا يعني التركيز على الفرد. يقول أدلر إنه علينا أن نأخذ بالحسبان بيئة المريض بكاملها بما فيها الناس الذين يتعامل معهم. يعني مصطلح «الفردي» هنا المريض ككل لا يتجزأ.

## علم النفس الأدلري
غير أدلر أسس تركيز علم النفس من الجنس والشهوة، أي وجهة نظر فرويد، إلى التركيز على تقييم الفرد للعالم. لقد أعطى أهمية خاصة للعوامل الاجتماعية. وبالنسبة إليه، يتعين على الشخص أن يحارب أو يواجه ثلاث قوى وهي: الحب والقوى الاجتماعية والمهنية. ومن شأن هذه المواجهات أن تحدد الطبيعة النهائية للشخصية. ارتكز أدلر في نظرياته على تطور الشخص في مرحلة ما قبل الرشد. لقد شدد على جوانب مثل الأطفال المكروهين، والتشوهات الجسدية منذ الولادة وترتيب الولادة. 
يظهر علم النفس الأدلري أوجه شبه مع علم النفس الإنساني الخاص بأبراهام ماسلو الذي اعترف بتأثير أدلر على نظرياته الخاصة. يرى كل من علم النفس الفردي وعلم النفس الإنساني أن الفرد البشري هو المحدد الأفضل لحاجاته ورغباته واهتماماته ونموه.

### نظرية التعويض والتنحي وفرط التعويض
وفقًا لأدلر يستمد الإنسان صفاته الشخصية من هذه العوامل الخارجية بشكل أساسي. تتشكل شخصية الفرد من ردود أفعاله على تأثير هذه العوامل بالطرق الآتية:

#### التعويض
هو الميل للتعويض عن التخلف العقلي أو الجسدي من خلال الاهتمام والتدريب، وفي الغالب ضمن نطاق تطور طبيعي. يكشف الاضطراب العصبي وغيره من الحالات المرضية عن حيل دفاعية أو وقائية (بلا وعي بشكل كبير أو من دون إدراك) للفرد الذي يعتقد أنه غير متكافئ مع متطلبات الحياة، وفي صراع للتعويض عن ضعف جسدي أو نفسي قد شعر به.
في التطور «الطبيعي» يختبر الطفل التشجيع ويقبل أن مشاكله ستحل مع مرور الوقت باستثمار المثابرة المتأنية والتعاون مع الآخرين. يشعر الشخص «الطبيعي» أنه عضو كامل في الحياة، ووفقًا لقول صوفي لازارسفيلد «لديه الشجاعة ليكون غير مثالي». في الظروف الأقل حظًا يقوم الطفل الذي يتملكه شعور الدونية بالتعويض أو المبالغة بالتعويض، ربما بطريقة تعظيمية، بالطموح، من وعي أو من دون وعي، للتغلب على مشاكل الحياة، فينتقل من الشعور بالدونية إلى الشعور بالتفوق. وفي مرحلة عالية من التعويض سينتج لدينا صعوبات نفسية لاحقة.

#### التنحي
هناك من يستسلم لمساوئه ويصبح متصالحًا معها ويعتبر هؤلاء الناس هم الأغلبية. إن موقف العالم منهم جيد، وبالأحرى هو تعاطف من دون اهتمام.

#### المبالغة في التعويض
تعكس المبالغة في التعويض حافزًا أكبر لضمان هامش إضافي للتطور متجاوزًا المجال الطبيعي بشكل متكرر. وقد يأخذ هذا الأمر اتجاهًا مفيدًا نحو انجاز استثنائي، وتحول ديموثنيس من شخص متلكئ بالكلام إلى خطيب، أو قد يكون الاتجاه غير مفيد نحو المثالية المفرطة. من الممكن أن تكون العبقرية ناتجةً عن المبالغة الاستثنائية في التعويض. تعكس قلة التعويض موقفًا سلبيًا وأقل نشاطًا تجاه التطور الذي يضع توقعات ومطالب كثيرة من الناس الآخرين.
هناك بعض الناس الذين يفتنون بفكرة التعويض عن مساوئهم، فينتهي بهم الأمر بحالة فرط الانغماس في مسعاهم. يعتبر هؤلاء مصابين بمرض عصبي. وعليه تعتبر العوامل الخارجية أساسية في تشكيل الشخصية.

### الشعور الأولي والثانوي بالنقص
إن الشعور الأولي بالنقص أمر طبيعي وأصلي عن الأطفال والمواليد بسبب الضعف والاتكالية: كان تقدير هذه الحقيقة عنصرًا أساسيًا في تفكير أدلر وسببًا هامًا يفصله عن سيغموند فرويد. عادة ما يلعب الشعور بالدونية دوره كبادرة للتطور. لكن الطفل قد يطور شعورًا مفرطًا بالدونية كنتيجة للصعوبات النفسية أو المعوقات، أو تربية الوالدين السيئة (سوء المعاملة، الإهمال أو فرط الدلال) وعقبات اقتصادية و/أو ثقافية.
الشعور الثانوي بالدونية هو شعور الراشد بعدم الاكتفاء نتيجة لأنه قد تبنى هدفًا تعويضيًا مستحيلًا أو عاليًا للغاية لدرجة غير معقولة، وفي الغالب يكون أقرب للكمال. إن درجة الضيق متناسبة مع المسافة الذاتية أو المسافة التي يشعر بها الفرد بينه وبين الهدف. بالإضافة لهذا الضيق قد تستمر بقايا الشعور الأولي بالدونية بمطاردة الشخص الراشد. إن عقدة النقص هي توقع قوي بأن الفرد سيفشل في مهام الحياة ما يؤدي إلى التنحي المتشائم وافتراض غياب القدرة على تجاوز الصعاب.

### الشعور بالمجتمع
مترجم بشكل مختلف عن الألمانية «Gemeinschaftsgefuehl» التي تعني شعور المجتمع أو الاهتمام الاجتماعي أو الحس الاجتماعي أو الشعور الاجتماعي. إن الشعور بالمجتمع هو معرفة وقبول الترابط بين كل الناس والذي يعبر عنه على المستويات السلوكية والإدراكية والوجدانية، وشدد أدلر عليه بشكل متزايد في كتاباته اللاحقة.
في المستوى الوجداني، يُختبر كشعور عميق بالانتماء للعرق البشري وتعاطف مع الرجال والنساء. وفي المستوى الإدراكي، يُختبر كإدراك للترابط مع الآخرين، أي إن مصلحة أي فرد مرتبطة بالمطلق مع مصالح الجميع. أما في المستوى السلوكي، تترجم هذه المشاعر والأفكار إلى أفعال هادفة للتطوير الذاتي بالإضافة إلى حركات مساهمة ومساعدة موجهة للآخرين. وبالتالي يحتوي مفهوم «الشعور بالمجتمع» على التطوير الكامل لمقدرات الأفراد، عملية للإنجاز الذاتي وينتج عنه أشخاص لديهم ما يستحق المشاركة مع الآخرين.

### الانسحاب
في حالات الإحباط يشعر الفرد بعدم مقدرته على القيام بتطور اجتماعي صالح وحقيقي، ويثير أوهامًا متعلقة بالتفوق- ما أسماه أدلر «محاولة لتعويض نهائي وخطة (سرية) للحياة»- في حياة منعزلة تمنح الخلوة، والملجأ من التهديد بالفشل وتدمير المكانة الشخصية. إن هذا العالم الخيالي ما هو إلا فقاعة ضعيفة على الرغم من الدعم المكتسب من الحاجة لحماية الغرور المضطرب، والمنطق الخاص المختلف عن العقل، والمنطق العام، ومن مخطط الإدراك بالترابط الذي يفسر ويصفي ويكبح بيانات العالم الحقيقي.

### الكلية
من المركزي بالنسبة لنهج أدلر أن نرى الشخصية ككل وليس كناتج خالص عن القوى المكونة فحسب. ومن هنا أتى مصطلح علم النفس الفردي (الذي لا يتجزأ). يتبنى أتباع أدلر موقفًا متطرفًا يتقاطع مع نقاش المنشأة الطبيعية برؤية الفرد المتطور يعمل على تكوين الشخصية كاستجابة لمتطلبات الطبيعة والرعاية، لكن من دون أن تكون محددة بالمطلق من خلال ذلك. إن الشخصية ذاتية المنشأ تعمل بشكل ذاتي وغير اعتيادي. ينعم الفرد بالسعي من أجل التنمية الذاتية والمعنى الاجتماعي، ما أسماه أدلر «مفهوم المنفعة الاجتماعية والسلامة العامة للإنسانية»، ويعبر عن هذا السعي بحس الانتماء والفائدة والمساهمة وحتى الوعي الكوني.

## علم النفس الأدلري اليوم

### السعي من أجل الأهمية
إن الحركة الأساسية الشائعة لكل إنسان هي من الولادة حتى الموت، مع التغلب على الصعاب والتوسع والنمو والكمال والأمان. قد يلعب الأمر دورًا سلبيًا في السعي للتفوق أو السلطة على الناس الآخرين. من سوء الحظ أن العديد من الأعمال المرجعية تشير إلى السعي السلبي للسلطة بكونه الفرضية الأساسية الوحيدة لأدلر وهذا الأمر خاطئ.

## وصلات خارجية
- الرابطة الدولية لعلم النفس الفردي نسخة محفوظة 15 ديسمبر 2018 على موقع واي باك مشين. (بالإنجليزية)